# Buru-szigeti babirussza
A Buru-szigeti babirussza (Babyrousa babyrussa) az emlősök (Mammalia) osztályának párosujjú patások (Artiodactyla) rendjébe, ezen belül a disznófélék (Suidae) családjába és a Babyrousinae/Suinae alcsaládjába tartozó faj.
Nagyon különálló faj a disznófélék családján belül, a többi disznóhoz csak távoli rokonság fűzi.
Korábban az összes babirusszát egyetlen fajba sorolták, melyen belül megkülönböztettek négy alfajt. Emiatt a Babyrousa emlősnem típusfaja. Mára ezeket többnyire különálló fajként fogadják el. Ezek közül az egyik mára meglehet, hogy kihalt.

## Nevének eredete
A fajt szinte mindenütt az eredeti őshazájának nyelvén nevezett nevén ismerik. A „babirussza” szó a maláj nyelvből ered, és a „szarvas” és a „disznó” szavak összevonásából alakult ki. Mindez érthető, hiszen a babirusszák agyarai valóban emlékeztetnek inkább a szarvasok fejdíszére, azaz az agancsra semmint a disznók agyarára.

## Előfordulása
A babirussza Indonéziának három szigetén fordul elő: a Buru-szigeten, valamint a Sula-szigetek két szigetén, a Mangolén és a Taliabun. Hogy e helyeken őshonos-e vagy a szigetekre elsőként betelepült emberek hozták-e magukkal, még vitatott. De akárhogy is legyen, mikor még egy fajként kezelték az összes Babyrousa fajt, a babirussza előfordulási területe jóval nagyobb volt, számos szigetet, köztük a Celebeszt is magába foglalta.
Mivel korábban csak egy babirussza fajt tartottak számon, az összes adatot a valójában négy fajról ennek a disznófajnak tulajdonították, a valóságban a legismertebb faj a Babyrousa celebensis, és az eddig legtöbb begyűjtött adat erre az utóbbi fajra érvényes.

### A babirussza Magyarországon
Különös megjelenése és ritka volta miatt a babirussza kedvelt állatkerti állatnak számít. Magyarországon egyedül a Fővárosi Állat- és Növénykertben él egy kisebb család e fajból.

## Megjelenése

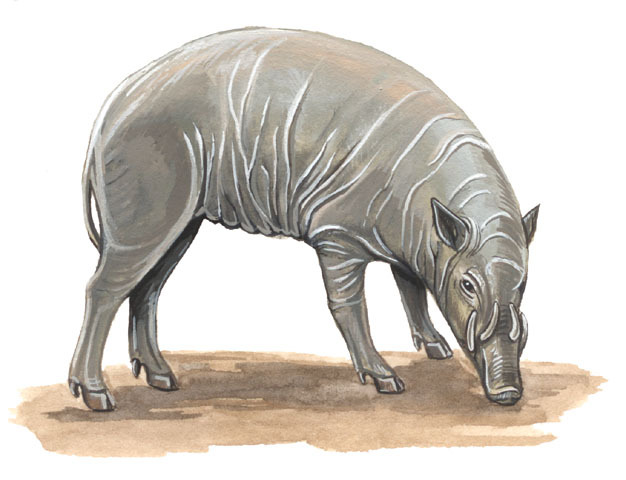
Rajz az állatról

Testhossza 88–106 centiméter, marmagassága 61–80 centiméter, farokhossza 28–32 centiméter és testtömege 100 kilogramm.
Hátán a bőr durva és barnás-szürke vagy puha és fehéres-szürkétől sárga színűig terjedő szőrökkel borított; szőre a rokonaitól eltérően hosszú; hasa világos színű. Pofája rövid. Lábai feltűnően hosszúak és vékonyak.
A kanoknál a felső szemfogak átszúrják a szájpadlást és groteszk módon a homlok felé hajlanak; az alsó szemfogak erőteljesen görbült, hosszú agyarrá alakulnak. Agyarai a leghosszabbak a disznófélék családján belül, hosszuk olykor a 30 centimétert is elérheti. A kocák agyarai jóval rövidebbek és semmiben nem különböznek a többi disznóféle agyaraitól.

## Életmódja
Nedves erdőkben, nádasokban, tó- és folyópartok környékén fordul elő.
A kan babirussza alsó agyarait a riválisokkal folytatott harcban használja. A felső szemfogak ezzel szemben könnyen letörnek, fegyverként semmit sem érnek, inkább hatalmi jelvények.
A babirussza gyors futó. Nappal aktív. Nem túrja orrával a talajt, de a puha, homokos vagy iszapos talajból kihúzza a gyökereket. Mindenevő állatként sokféle táplálékot képes elfogyasztani, többek között leveleket, vízinövényeket, puha gyümölcsöket és erős állkapcsának köszönhetően számos csonthéjas gyümölcsöt is. A biológusok már a kannibalizmust is megfigyelték ennél az állatnál; a malacok vannak kitéve ennek a veszélynek. A fajtársain kívül a babirussza más kisebb emlősöket és hüllőkket is elfogyaszt. A babirusszák kis csoportokban vonulnak, jelenlétüket röfögésükkel jelzik egymásnak. Egy-egy csoport többnyire egyetlen kocából és annak utolsó malacaiból áll. A felnőtt kanok többnyire magányosan élnek.

## Szaporodása
A párzási időszakban a kanok heves harcok árán döntik el, hogy melyiküknek van joga párosodni a kocákkal. A harcok során a sérülések viszonylag ritkák, mert a babairusszák agyarai nem igazán alkalmasak sebek ejtésére, inkább csak hatalmi jelvények.
Az ivarérettséget 5-10 hónaposan érik el. A koca, ha nincs megtermékenyítve 28-42 naponként kész a párzásra. A vemhesség 150-157 napig tart. A babirusszák évente 2 almot vetnek, egy-két malaccal. A kocáknak két sornyi csecsbimbójuk van. A fiatal malacok a disznófélék többségével ellentétben nem csíkosak; születésükkor 380-1050 grammosak és 15-20 centiméter hosszúak. Csak az első néhány hétben rejtőznek valamilyen biztonságos helyen és születésük után 10 nappal már képesek követni anyjukat akár hosszabb utakra is. Az elválasztás 6-8 hónap után következik be.
Fogságban ezidáig 24 évig élt a legidősebb babirussza.

## Természetvédelmi helyzete
A bennszülöttek mindenütt vadásznak rájuk. Olykor elfognak fiatal állatokat, és azokat felnőtt korukig otthon nevelik, de tényleges háziasításról nincs szó e faj esetében. A kevésbé zsíros (csak 1,27%, a házi sertés 5–15%-ával szemben) húsuk ínyencfalatnak számít.
Vadon élő állományuk nagyjából 4000 állatból áll; ez a vadállomány csak 20 ezer négyzetkilométernyi területen él. A Természetvédelmi Világszövetség a fajt a „sebezhető fajként” tartja számon.
A Buru szigeten két védett területet hoztak létre ennek a disznónak: a Gunung Kapalat Madát (1380 km²) és a Waeapót (50 km²). Indonézia már 1931-óta törvényesen is védelmezi ezt az állatot.

## Képek

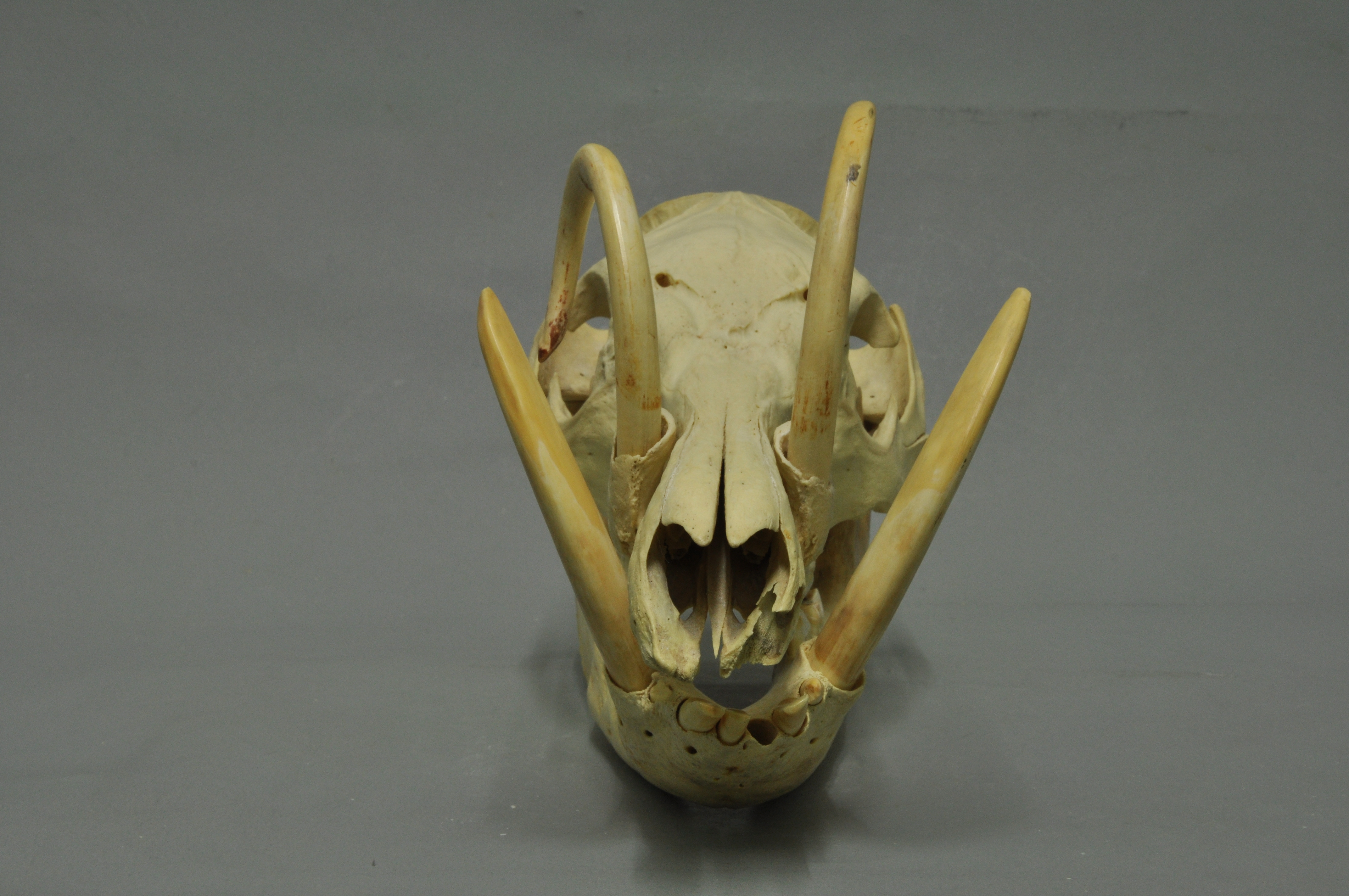
A
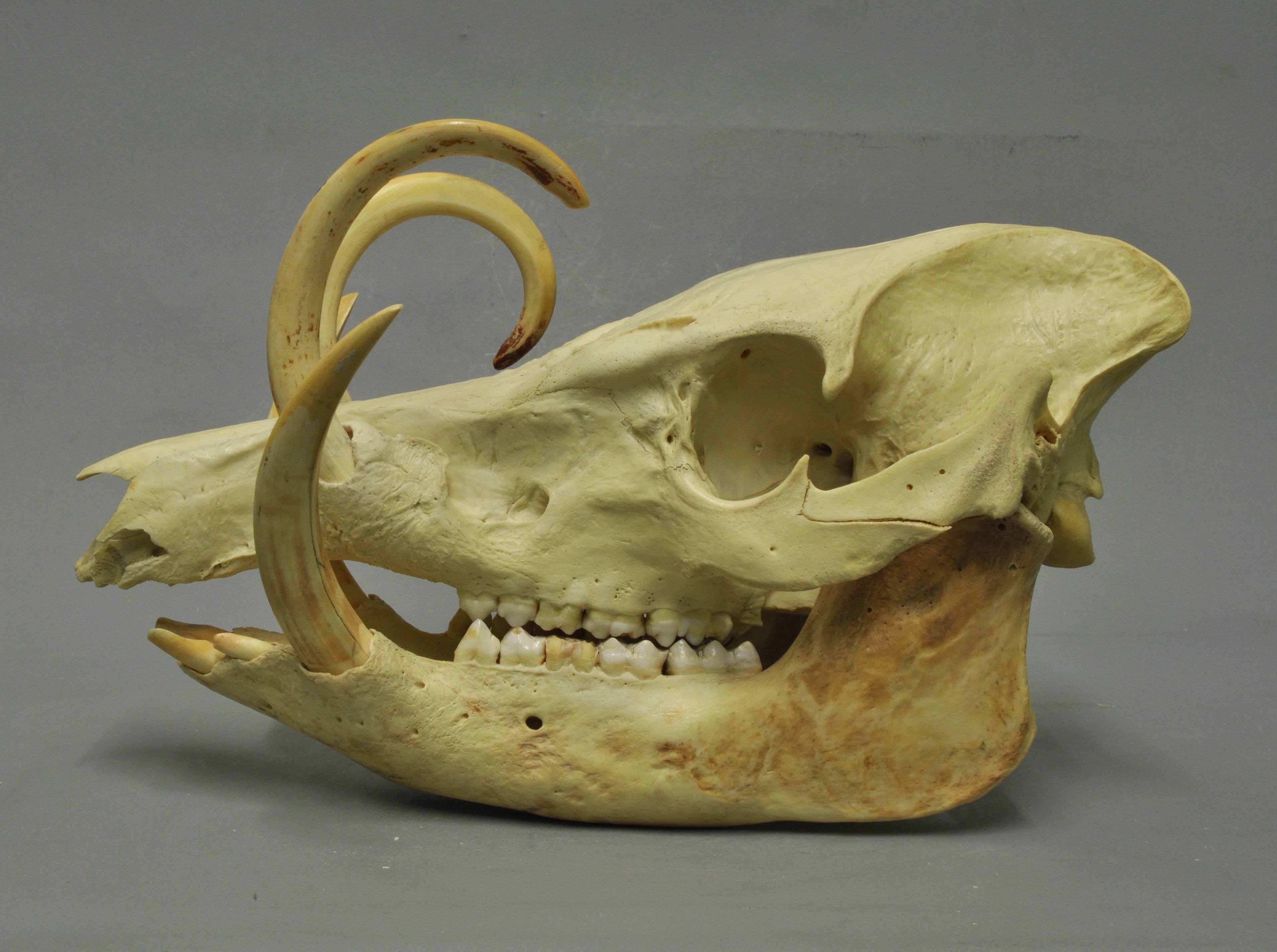
babirussza
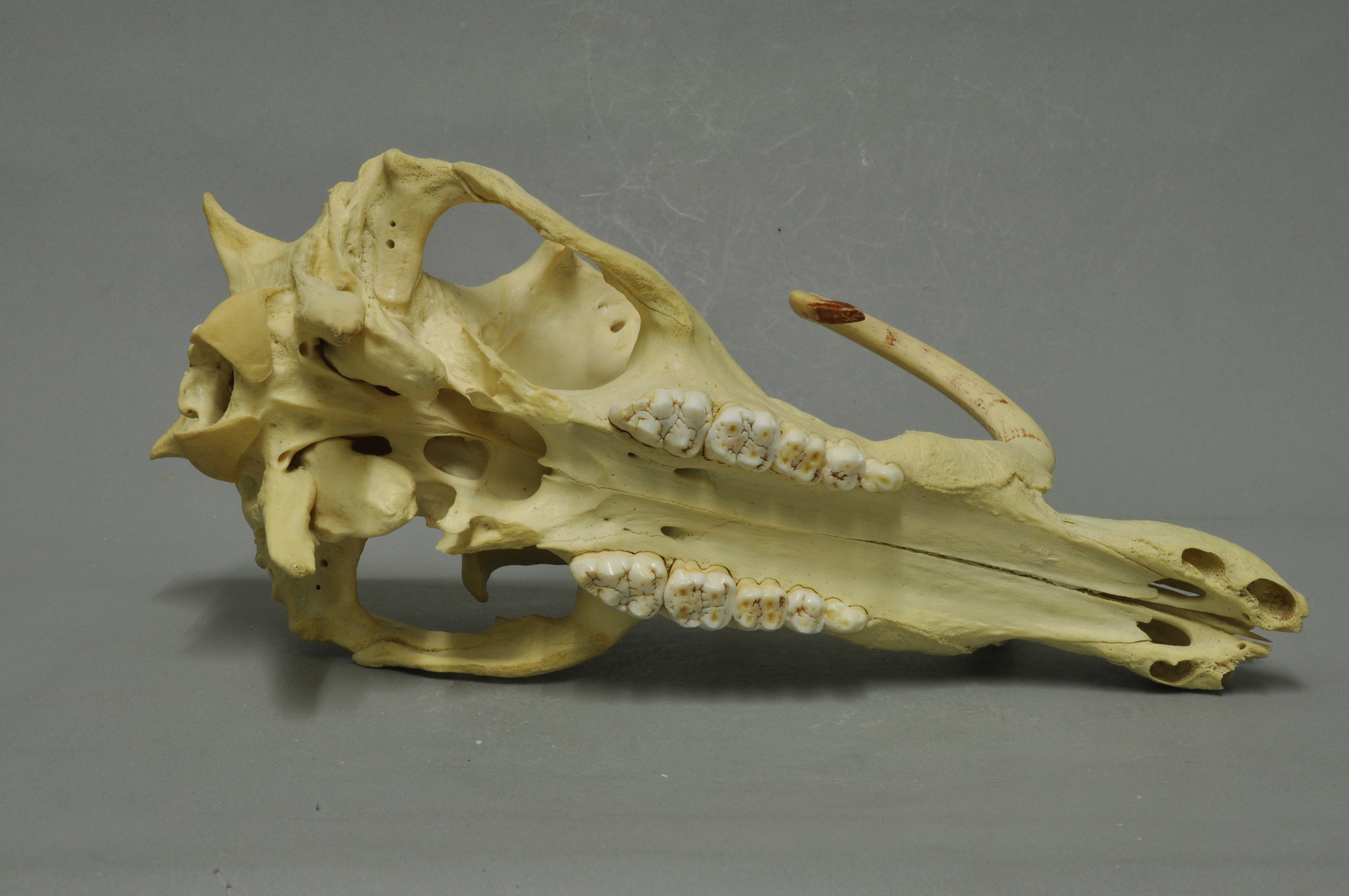
koponyája
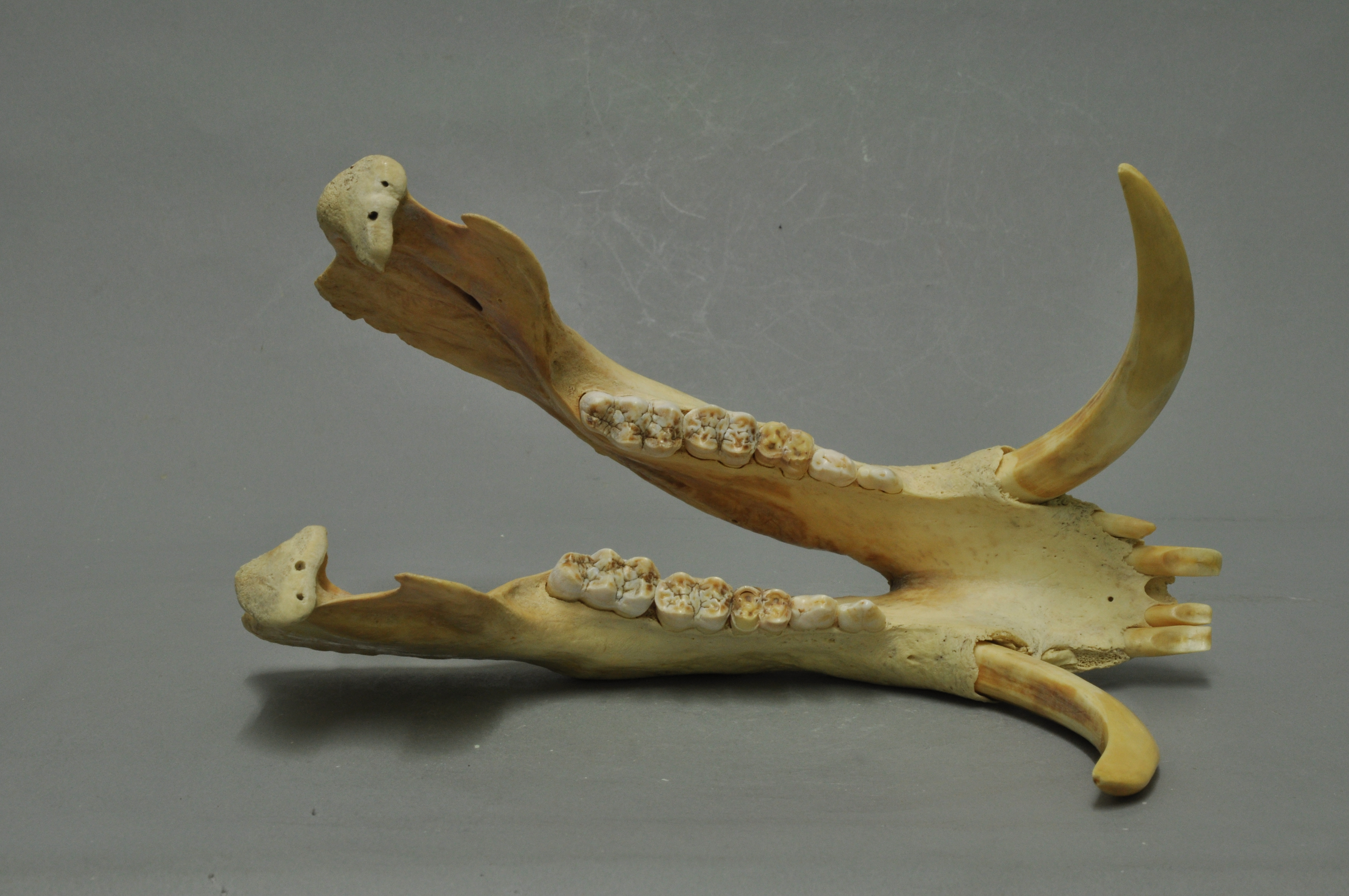
különböző
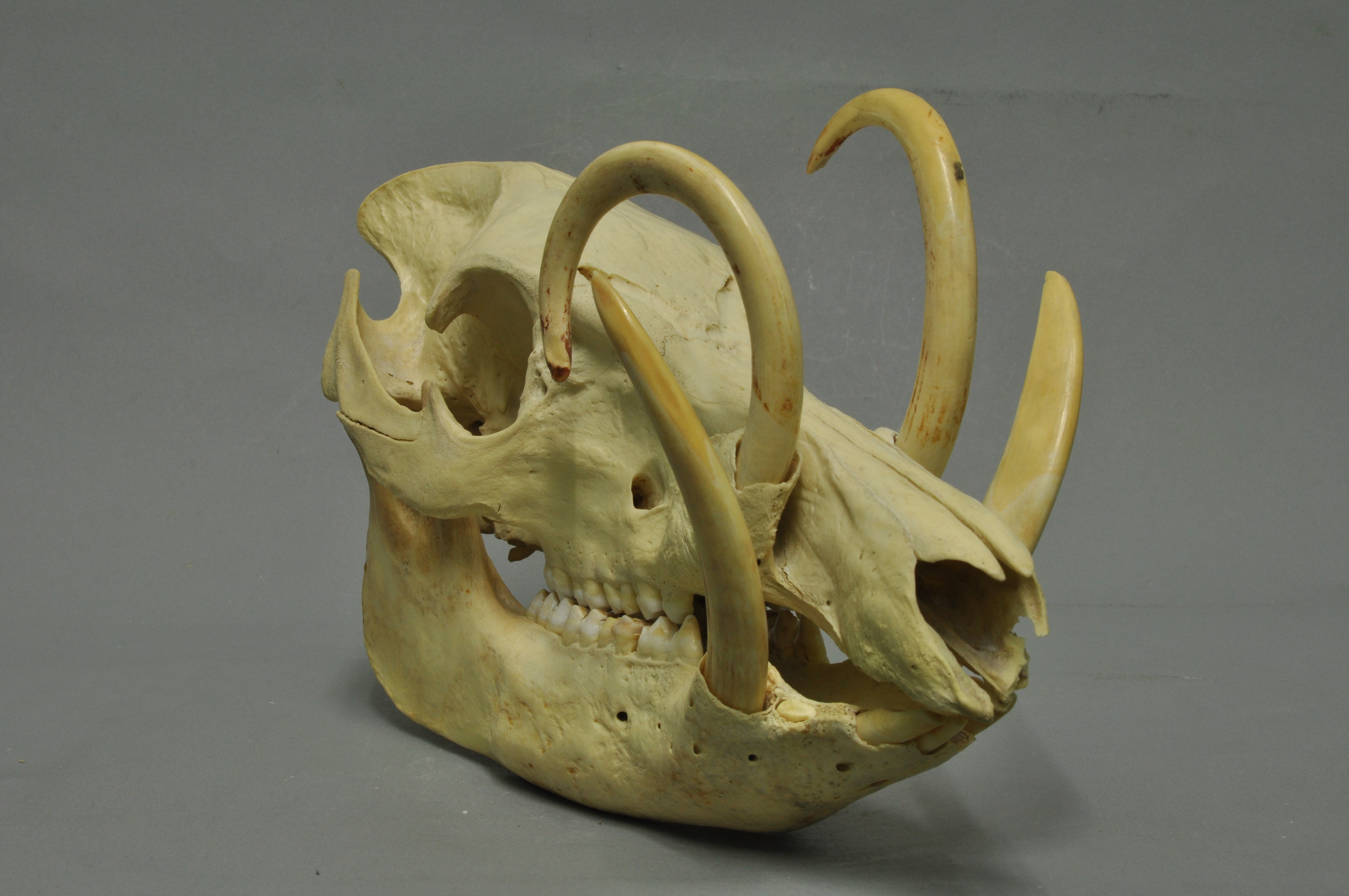
oldalról

### Fordítás
- Ez a szócikk részben vagy egészben  a   Buru babirusa című angol Wikipédia-szócikk ezen változatának fordításán alapul.  Az eredeti cikk szerkesztőit annak laptörténete sorolja fel. Ez a jelzés csupán a megfogalmazás eredetét és a szerzői jogokat jelzi, nem szolgál a cikkben szereplő információk forrásmegjelöléseként.